# Eirik Kvalfoss
Eirik Kvalfoss (Voss, 25 december 1959) is een Noors voormalig biatleet. 

## Carrière
Kvalfoss won in 1982 en 1983 de wereldtitel op de sprint. In 1984 in het Joegoslavische Sarajevo won Kvalfoss olympisch goud op de sprint, zilver op de estafette en de bronzen medaille in de individuele wedstrijd. Kvalfoss had nadien moeite om zich aan de nieuwe vrije langlaufstijl aan te passen. Tijdens de spelen van 1988 behaalde Kvalfoss de zesde plaats in de individuele wedstrijd en de estafette.
In het seizoen 1988-89 won Kvalvoss de wereldtitel in de individuele wedstrijd en het wereldbekerklassement.
Tijdens Kvalfoss zijn derde Olympische Winterspelen in 1992 behaalde de vijfde plaats op de estafette.
Kvalfoss beëindigde zijn carrière toen hij zich niet kon plaatsen voor de Olympische Winterspelen in 1994 in eigen land.

## Belangrijkste resultaten

### Olympische Winterspelen
| Jaar | Plaats      | Resultaten                                                     |
| ---- | ----------- | -------------------------------------------------------------- |
| 1984 | Sarajevo    | 20 km individueel · 10 km sprint · 4 x 7,5 km estafette        |
| 1988 | Calgary     | 6e 20 km individueel 20e 10 km sprint 6e 4 x 7,5 km estafette  |
| 1992 | Albertville | 27e 20 km individueel 47e 10 km sprint 5e 4 x 7,5 km estafette |

### Wereldkampioenschappen
| Jaar | Plaats        | Resultaten                                          |
| ---- | ------------- | --------------------------------------------------- |
| 1981 | Lahti         | 17e 20 km individueel 8e 10 km sprint 4e estafette  |
| 1982 | Minsk         | 20 km individueel · 10 km sprint · estafette        |
| 1983 | Rasen-Antholz | 14e 20 km individueel · 10 km sprint · estafette    |
| 1985 | Ruhpolding    | 26e 20 km individueel · 10 km sprint · 4e estafette |
| 1986 | Oslo          | 25e 20 km individueel 12e 10 km sprint 5e estafette |
| 1987 | Lake Placid   | 17e 20 km individueel 41e 10 km sprint 4e estafette |
| 1989 | Feistritz     | 20 km individueel · 10 km sprint · estafette        |
| 1990 | Minsk         | 10e 20 km individueel · 10 km sprint · 4e estafette |
| 1991 | Lahti         | 20 km individueel · 10 km sprint · estafette        |
| 1993 | Borovets      | 4e 20 km individueel 4e 10 km sprint 9e estafette   |